# Raijin

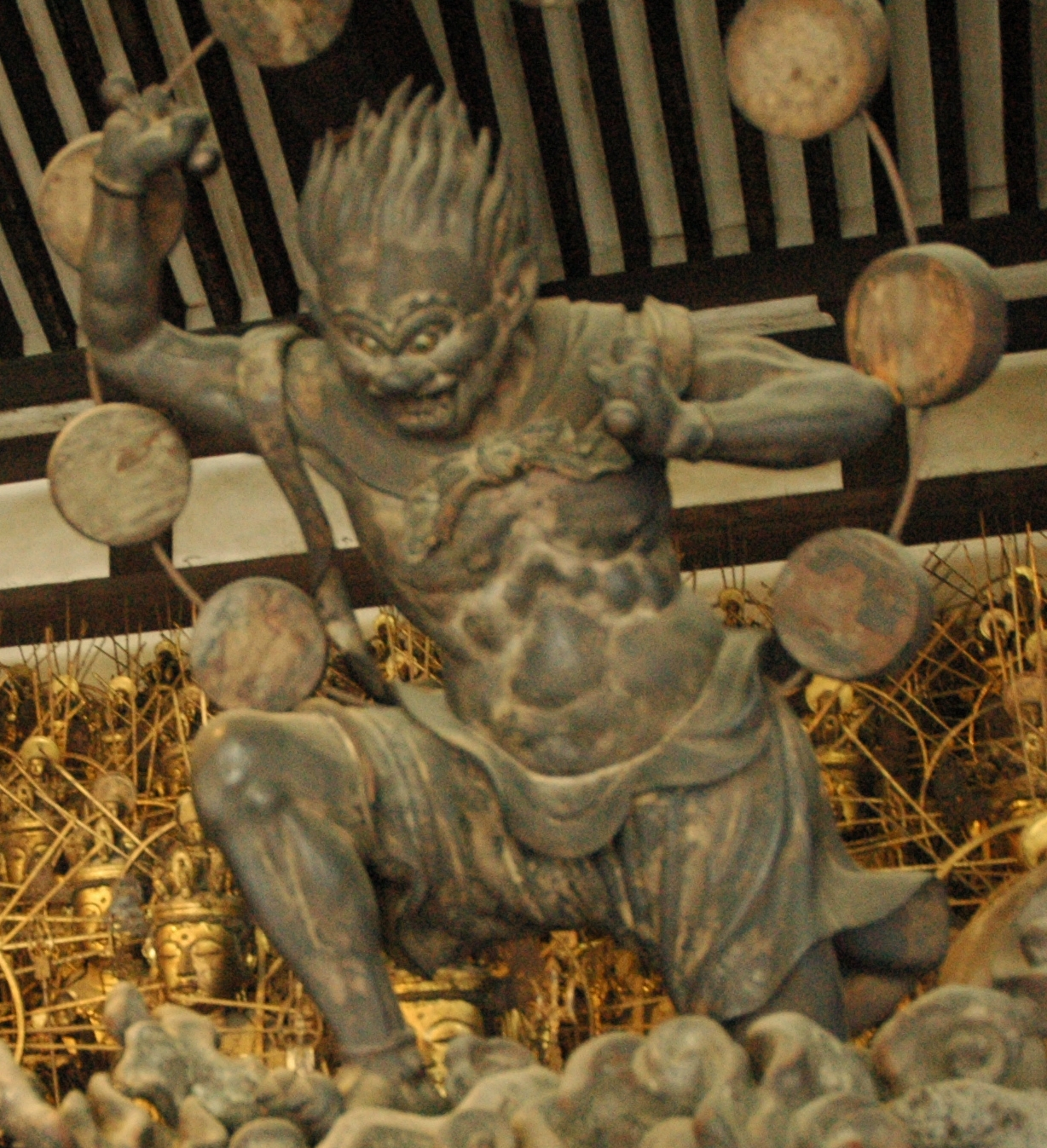
Raijinzu, tranh của họa sĩ Tawaraya Sōtatsu

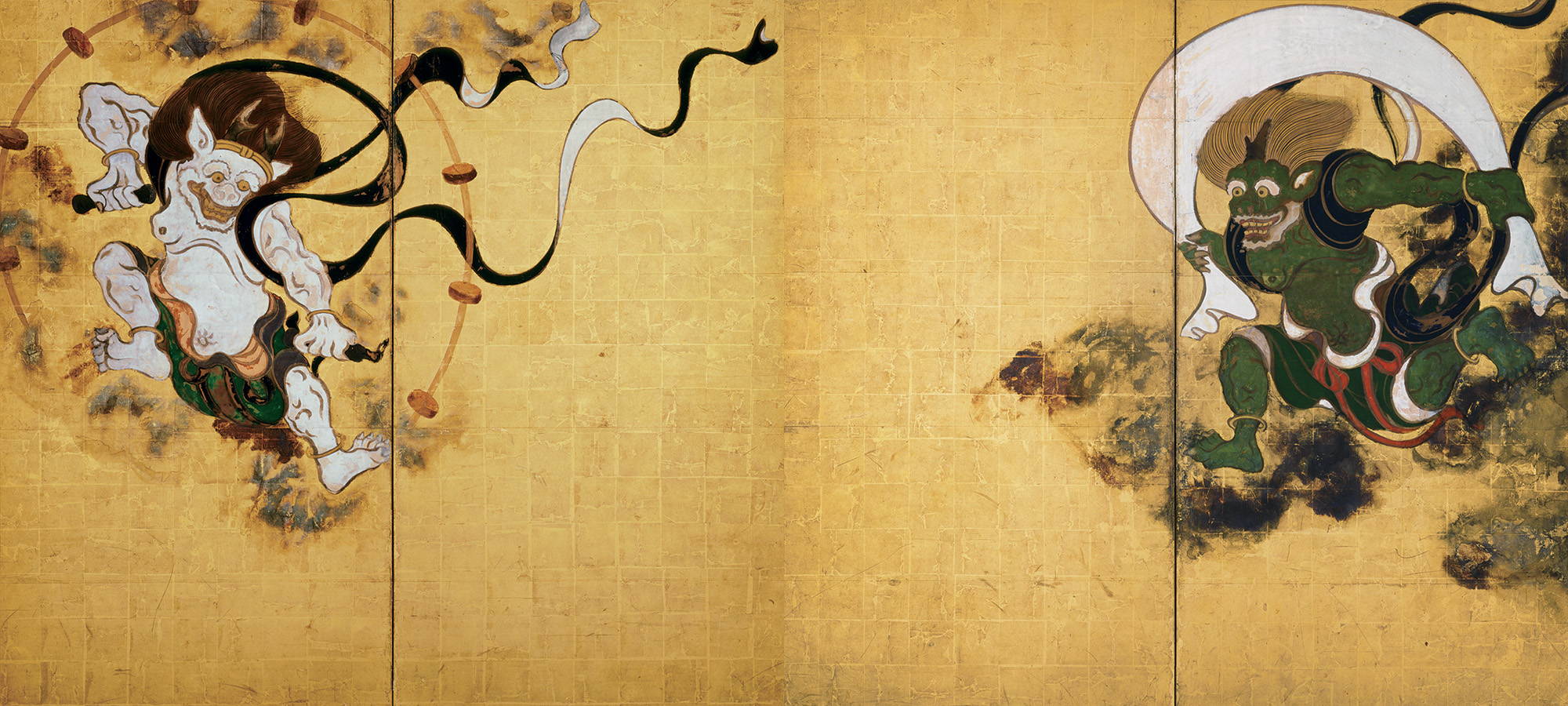
Fūjin và Raijin trong bình phong

Raijin (雷神 (Lôi Thần)) còn gọi là Raiden-sama (雷電様), Kaminari-sama (雷様), Narukami (鳴神 (Minh Thần)), Raikou (雷公 (Lôi Công)) là vị thần của sấm sét và dông bão trong tín ngưỡng dân gian và Thần đạo Nhật Bản. Raijin thường được miêu tả với khuôn mặt hung dữ, đứng trên một đám mây, tay đánh trống den-den daiko có biểu tượng tomoe. Tượng Raijin thường được thấy trong các ngôi đền và thần xã ở Nhật Bản cùng với Fūjin, vị thần của gió.

## Quan niệm dân gian
Quan niệm dân gian cho rằng Sugawara no Michizane, một quý tộc, học giả, thi nhân và là một chính trị gia thời Heian sau khi chết đã hóa thân thành vị thần sấm chớp ngụ nơi trời cao. Trong dân gian thường gọi Raijin là "Kaminari sama" (ngài sấm chớp) với ý sợ sệt và thân mật. Truyền thuyết cho rằng Raijin giáng trần ăn rốn con người nên vào mùa hè, khi trẻ con cởi trần phơi bụng thì người lớn thường dọa rằng "coi chừng lôi thần ăn mất rốn". 
Người ta cho rằng vào thời gian này, khi sấm chớp xuất hiện cùng đợt không khí lạnh thì trẻ con dễ bị đau bụng nếu để rốn trần nên bịa ra câu chuyện lôi thần ăn rốn để dọa chúng.
Dân gian còn tin rằng để tránh không bị Raijin ăn mất rốn thì có thể chui vào trong màn hoặc hô lên từ "Kuwabara". Sugawara no Michizane sau khi chết biến thành thần sấm giáng tai họa xuống kinh đô nhưng không bao giờ động đến Kuwabara là lãnh địa của mình lúc sinh thời.

## Hình dạng

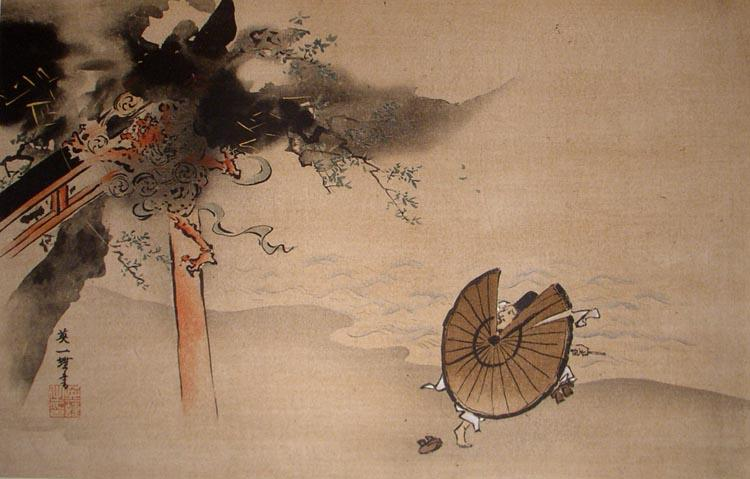
Raijin trong tranh của họa sĩ Hanabusa Itchō

Tại Nhật Bản, Raijin được miêu tả với hình tướng dữ tợn của loài quỷ sứ mà nổi tiếng nhất là trong bức bình phong vẽ Raijin và Fūjin (Fūjin Raijin Zu) của Tawaraya Sōtatsu, một họa sĩ sống vào đầu thời Edo. Trong bình phong, Raijin được mô tả với cái đầu mọc sừng trâu, mặt quỷ, mình quấn khố da hổ, tay cầm trống Taiko phát ra sấm chớp khi gõ. Đây là hình dáng quen thuộc của lôi thần đối với người Nhật Bản. Hình dáng này có liên quan đến quỷ môn (Ushitora, tức là hướng Đông Bắc) trong đạo Âm Dương. Khi sấm chớp giáng xuống thì con "lôi thú" (Raijū) cũng theo đó mà giáng trần. Hình ảnh lôi thần còn được miêu tả với vẻ hài hước trong tranh của họa sĩ vẽ tranh phong tục Ōtsue. Tranh vẽ lôi thần dùng một cái móc để kéo cái trống Taiko do mình đánh rơi xuống trần đầy chất uy mặc.

## Tế lễ ở các đền chùa
- Kamowake Ikazuchi Jinja thờ lôi thần.
- Cung Tenman (Tenmangū) thờ Sugawara no Michizane.
- Shiogama Jinja thờ lôi thần.
- Raiden Jinja thờ Hỏa lôi thần (Hono Ikazuchi no kami), Đại lôi thần (Ōikazuchi no kami) và Biệt lôi thần (Wake Ikazuchi no kami).
- Kabasan Saenazumi Jinja thờ Bát lôi thần (Yatsu Ikatsuchi no kami).
- Fuji Jinja thờ lôi thần.

## Các lôi thần nổi tiếng trong văn hóa Thế giới
- Zeus trong thần thoại Hy Lạp.
- Jupiter trong thần thoại La Mã.
- Thor trong thần thoại Bắc Âu.
- Lôi Chấn Tử và Điện Mẫu trong thần thoại Trung Hoa.

## Lôi thần trong văn hóa đại chúng
Tại phương Tây, Raijin được biết đến nhiều qua hình ảnh của vị thần sấm chớp Raiden, một nhân vật trong video game Mortal Kombat. Tại Nhật, Raijin và Fūjin được miêu tả hài hước như là hai thế lực đối đầu nhau trong Manga Yaiba của họa sĩ Aoyama Gōshō. Raijin còn được biết đến qua hình ảnh của nhân vật Raijin chuyên sử dụng ma thuật sấm chớp trong phiên bản thứ 8 của series video game Final Fantasy.
Ngoài ra nhân vật Enel (Eneru) trong Series manga One Piece, cũng mang dáng dấp của Raijin với dàn trống phía sau, và sử dụng lôi thú, sấm sét để tấn công đối phương. Kĩ năng Ultimate của anh ta "Amaru", khiến bản thân biến thành một Raijin thứ thiệt, với cơ thể bằng sấm sét khổng lồ anh ta gần như bất bại.